# Cucumaria planciana
Cucumaria planciana is een zeekomkommer uit de familie Cucumariidae.
De wetenschappelijke naam van de soort werd in 1841 gepubliceerd door Stefano Delle Chiaje.